# Astronomija u 2008.
◄◄ | ◄ | 2005. | 2006. | 2007. | 2008.  | 2009. | 2010. | 2011. | ► | ►►
Arhitektura • Astronautika • Astronomija • Biologija • Film • Fotografija • Glazba • Kazalište • Kemija • Kiparstvo • Knjige • Književnost • Kršćanstvo • Meteorologija • Medicina • Planinarstvo • Politika • Pravo • Promet • Slikarstvo • Strip • Šport • Televizija • Znanost • Zrakoplovstvo • Željeznički promet
Astronomija u 2008.

## Astronomske pojave
- 7. veljače − prstenasta pomrčina Sunca[1]
- 1. kolovoza − potpuna pomrčina Sunca[1]

## Vanjske poveznice
|  | Zajednički poslužitelj ima još gradiva o temi Astronomija u 2008. |